# Chlorophthalmus proridens
Chlorophthalmus proridens is een straalvinnige vissensoort uit de familie van groenogen (Chlorophthalmidae). De wetenschappelijke naam van de soort is voor het eerst geldig gepubliceerd in 1897 door Gilbert & Cramer.